# Hinokitiol
A hinokitiol (β-thujaplicin) egy természetes monoterpenoid, amely a ciprusfélék (Cupressaceae) családjából származó fák faanyagából származik. Ez egy tropolonszármazék és egy a thujaplicinek közül. A hinokitiol nagymértékben a szájápolásban használatos és széleskörű kezelési termék vírusölő, antimikrobiális és gyulladáscsökkentő hatása miatt. A hinokitiol és a cink is vasionofór, ezenkívül elfogadott táplálékkiegészítő.
Neve onnan ered, hogy a tajvani Hinokin sikerült először izolálni 1936-ban. Szinte alig marad el a japán Hinokitól, amely a borókafában (Juniperus cedrus) magas koncentrációban található (a színfa 0,04%-a), a japán hibatujában (Thujopsis dolabrata) és az óriás tujában. A cédrusfából könnyen ki lehet vonni oldószerrel és ultrahanggal.
A hinokitiol szerkezetileg a tropolonnal áll rokonságban, amelyből hiányzik az izopropilhelyettesítő anyag. A tropolonok ismert keláthatóanyagok.

## Antimikrobiális aktivitás
A szakirodalomban már felfedezték és jellemezték a hinoikitol széleskörű biológiai hatásait. Az első és egyben legismertebb a potenciális hatás sok baktérium és gomba ellen, tekintet nélkül azok antibiotikus ellenállóképességére.  A hinokitiol különösen eredményesnek mutatkozott a Streptococcus pneumoniae, a Streptococcus mutans és Staphylococcus Aureus, ismert emberi kórokozók ellen. Emellett a hinokitiol gátló hatást mutat a Chlamydia trachomatis-ra és alkalmi klinikai gyógyszer is lehet.

## Vírusölő hatás
Sok régebbi tanulmány bebizonyította, hogy a hinokitiol vírusölő hatást is mutat, amikor cinkvegyülettel együtt használják számos emberi vírus ellen, beleértve a rhinovírust, a coxsackievírust és a mengovírust. A vírusos fertőzések kezelése lehetőséget ad tömeges gazdasági hasznokra, és nagy fontosságú lehet a világszervezetek számára, mint például az Egészségügyi Világszervezet. A vírus poliprotein hatásának gyengítésével, a hinokitiol gátolja a vírusreplikációt – habár ez a képesség a kétértékű fémionok elérhetőségétől függ, lévén, hogy a hinokitiol egy kelát tereóf. A cink hinokitiollal való együttes jelenléte támogatja ezeket a képességeket, ezekről a következőkben lesz szó.

## Más hatások
A széleskörű antimikrobiális hatáson felül, a hinokitiol rendelkezik gyulladáscsökkentő és rákölő hatással is, amelyet számos sejttanulmányban és állati kísérletben megmutattak. A Hinokitiol gátolja a kulcs gyulladásképző markereket és pályákat, mint a TNF-a és az NF-kB, és ez lehetőséget nyújt a krónikus gyulladások kezelésére vagy az autoimmun betegségek felfedezésére. A hinokitiol citotoxikus hatást fejtett ki számos  rákos sejt ellen autofág folyamatokat gerjesztve.

## Koronavírus-kutatás
A hinokitiol lehetséges antivírus hatásai ő maga mint cinkionofór hatásából származik. A hinokitiol engedélyezi a cinkionok sejtekbe való áramlását, ami gátolja az RNA-vírusok mechanikus replikációját, és következésképpen gátolja a vírusreplikációt. Némely nevezetes RNA-vírusok magukban foglalják a humáninfluenza-vírust, a SARS-t. A cinkionok képesek voltak jelentősen gátolni a vírusreplikációt a sejtek között és elérték, hogy a hatás a cinkbeáramlástól függjön. Ez a tanulmány a cinkionofór piritionfunkciójának  definiálásával ért véget, amely funkciók nagyon hasonlóak a hinokitioléhoz.
A hinokitiol gátolja az emberi rhinovírus, a coxsackievírus és a mengovírus sokszorozódást a sejtkultúrákban. A hinokitiol akadályozza a vírus poliprotein folyamatát, így gátolva a picornavírus replikációt. A hinokitiol gátolja a picornavírus poliprotein folyamatát, és a hinokitiol antivírus hatásai a cinkionok elérhetőségétől függnek.

## Vasionofór
Bebizonyosodott, hogy a hinokitiol helyreállítja a rágcsálók hemoglobintermelését. A hinokitiol mint vasionofór képes a vasat a sejtekbe vezetni, megnövelve a sejten belüli vasszintet. Az embereknél a vas körülbelül 70%-a a vörösvérsejtekben található, főleg a hemoglobinprotein. A vas elengedhetetlen majdnem minden élő organizmus számára, és meghatározó eleme számos anatómiai funkciónak, mint például az oxigénszállító rendszer, a dezoxiribonuklein-sav szintézis (DNS), az elektronszállítás. A vashiány olyan vérrendellenességekhez vezet, mint például az anémia, ami jelentősen káros lehet mind a fizikai, mind a mentális teljesítményre.

## Cinkszinergizmus
A hinokitiol egy cinkionofór, és ez a képessége gátolja a vírusreplikációt. Mint cinkionofór elősegíti a molekulák szállítását a sejtekbe a sejtmembránon vagy a sejten belüli membránonon keresztül, ezért megnöveli a specifikus molekulák sejtközi koncentrációját (pl. cink). Emiatt a cinkfelvétel képes felgyorsulni, köszönhetően a cink antivírus tulajdonságainak és hinokitiollal való kombinálásának.

## Rákkutatás
Különböző sejtkutatásokban és állati vizsgálatokban bebizonyították, hogy a hinokitiol gátolja a metatézist és sejtburjánzásellenes hatása van a rákos sejtekre.

## Cinkhiány
Cinkhiány mutatkozott meg pár rákos sejtben és az optimális sejten belüli cinkszint visszaállítása a tumor növekedésének elnyomásához vezethet. A hinokitiol dokumentált cinkionofór, habár további kutatások szükségesek jelen pillanatban, hogy megállapítsák a hinoikitol és cink hatékony kombinációját. 
- „Az étrendi cink hatásai a melanoma növekedésére és kísérleti metastázisára” [33]
- „Az étrendi cink hiányossága megerősíti a nyelőcsőrák fejlődést gerjesztve a különálló gyulladásos helyeket” [34]
- „Kapcsolat a cinkszint és a tüdőrák között: a megfigyelő tanulmányok meta-analízise” [35]
- „Kutatási folyamat a mikroRNAs-hoz hasonló cinkhiány és a nyelőcsőrák összefüggése között” [36]

## Hinokitiolt tartalmazó termékek
Széleskörűen felhasználják rengeteg termékben, beleértve a kozmetikai szereket, fogkrémeket, szájspray-ket, fényvédőket és hajnövesztő szereket. Egy a vezető eladói márkák közül a hinokitiol-tartalmú termékeinek értékesítésében a Hinoki Clinical. A Hinoki Clinical megalapítása 1955-ben elkezdődött, nem sokkal a Hinokitiol első ipari kivonása után. A Hinoki mint összetevő jelenleg több mint tizennyolc termékben megtalálható. Egy másik, „Relief Life” néven ismert márka több millió eladással dicsekedhet a „Dental Series” nevű fogkrémüknek köszönhetően, amely Hinokitiolt tartalmaz. Más nevezetes Hinokitiol alapú termékeket gyártó cégek az Otsuka Pharmaceuticals, a Kobayashi Pharmaceuticals, a Taisho Pharmaceuticals, az SS Pharmaceuticals. Ázsián kívül, olyan nagyvállalatok mint a Swanson Vitamins® belekezdenek a Hinokitiol felhasználásába, mint anti-oxidáns szérum különböző fogyasztói termékekben az Egyesült Államok és Ausztrália üzleteiben. 2006-ban a Hinokitiol felkerült a kanadai háztartási anyagok listájára mint nem tartós, nem-bioakkumulatív és nem toxikus anyag a vízi szervezetekre nézve. A Környezetvédelmi Munkacsoport, egy amerikai aktivistacsoport felajánlott egy oldalt a Hinokitiol összetevőinek, jelezve, hogy ő „alacsony kockázat” az „Allerigák és Immunotoxicitás", a "Rák" és a „Fejlődési és Reproduktív Mérgezés" területén, 1-2 es osztályzatot adva a Hinokitiol-nak. A hinokitiol pontszámával ellentétben a propil-para-hidroxibenzoát, egy összetevő, amelyet még mindig forgalmaznak és megtalálható szájvizekben, óriási toxicitást mutat.

## Dr. ZinX
2020. április 2-án az Advance Nanotek ausztráliai cinkoxid-termelő közösen az AstiVita Limiteddel szabadalmaztatott egy felhasználást egy antivírus összetételről, amely különböző szájápolási termékeket tartalmazott, magába foglalva a hinokitiolt mint alapvető összetevőt. A márka, amely jelenleg is magában foglalja az új beruházást, Dr ZinX néven ismert „Cink és Hinokitiol kombináció 2020-ban” néven tették közzé. 2020. május 18.-án Dr. ZinX publikálta a „Kvantitatív szuszpenzió teszt a vírusaktivitás evaulációjára az orvosi területen” eredményeit, vagyis „3.25 log”-os visszatérő csökkenést (99.9% -os csökkenés) normál koncentrációban 5 percen keresztül a COVID-19-et helyettesítő Feline Coronavirus ellen. A cink alapvető táplálkozási elem és általában elenyésző mennyiség van az emberi szervezetben. Általánosságban elmondható, hogy a populáció 17,3%-ának nem megfelelő a cinkbevitele.

## További vizsgálatok
A 2000-es évek kezdetén a kutatók felfedezték, hogy a hinokitiol értékes gyógyszer lehet, főleg figyelemreméltóan a Chlamydia trachomatis baktérium gátlásában.
Martin Burke kémikus és kollégái az Illinois-i Egyetem Urbana–Kampánya és más intézmények a hinokitiol jelentős orvosi használatát fedezték fel. Burke célja az volt,hogy megbírkózzon a szabálytalan vas-átvitellel az állatok szervezetében. Néhány protein elégtelensége a sejtekben vashiányhoz vezethet (anémia) vagy ellenkezőleg,  hemokromatózis-hoz. Mint pótlék, génkimerített élesztőgomba kultúrákat felhasználva, a kutatók kis biomolekula könyvtárakat fedeztek fel a vasátvitelről és a sejtnövekedésről. A hinokitiol mint az egyetlen sejtműködés helyreállító bukkant fel. A csapat újabb munkája megállapította a mechanizmust amely által a hinokitiol helyreállítja a vasat a sejtekben. Ezután alkalmazták a kísérletüket emlősökön is és rájöttek, hogy azok a rágcsálók, amelyek „vas protein hiánnyal” lettek nevelve, hinokitiolt ettek, így visszanyerve a vasfelvételt bélrendszerükbe. Egy hasonló, zebrahal kutatásban, a molekula helyreállította a Hemoglobin termelést. Burke a munka megjegyzésében a Hinokitiol-t „Vas Ember Molekulának” nevezte el. Ez helyes/irónikus mert a felfedező Nozoe családneve is angolra lefordítva „vas ember” lehet.
Jelentős kutatásokat végeztek a hinokitiol orális használatáról, ezáltal megnövelve az igényt a hinokitiol-alapú termékek iránt. Egy ilyen japán kutatás egyesítve 8 különböző intézményt a következő címmel jelent meg: "A hinokitiol antibakteriális ellenhatása mindkét Antibiotikus- Rezistensre és Patogén Baktériumra amely a Szájüregben és a Felsőlégutakban dominálnak” arra a következtetésre jutottak hogy „a hinokitiol megnöveli az antibakteriális hatást a patogén baktériumok széles skálája ellen és alacsony citotoxikussága van az emberi hámsejtekkel szemben."